# Betelu
Betelu település Spanyolországban, Navarra autonóm közösségben. Betelu Araitz és Larraun községekkel határos. Lakosainak száma 383 fő (2024).

## Népesség
A település népessége az elmúlt években az alábbi módon változott:
| Lakosok száma | 350  | 335  | 345  | 347  | 344  | 332  | 346  | 366  | 369  | 383  |
|               | 2001 | 2004 | 2007 | 2009 | 2012 | 2014 | 2017 | 2019 | 2022 | 2024 |